# Tiberius Claudius Vitalis
Tiberius Claudius Vitalis (vollständige Namensform Tiberius Claudius Tiberi filius Galeria Vitalis) war ein im 1. und 2. Jahrhundert n. Chr. lebender Angehöriger der römischen Armee.
Durch eine Inschrift, die in Rom gefunden wurde, ist die militärische Laufbahn von Vitalis bekannt. Er diente als Centurio in den folgenden Legionen (in dieser Reihenfolge): in der Legio V Macedonica, die ihr Hauptlager in Oescus in der Provinz Moesia inferior hatte, in der Legio I Italica, die ihr Hauptlager in Novae in Moesia inferior hatte, in der Legio I Minervia, die ihr Hauptlager in Bonna in der Provinz Germania inferior hatte, in der Legio XX Victrix, die in der Provinz Britannia stationiert war, in der Legio IX Hispana, die ebenfalls in Britannien stationiert war und zuletzt in der Legio VII Claudia pia fidelis, die ihr Hauptlager in Viminatium in der Provinz Moesia superior hatte.
Vitalis war ein Angehöriger des römischen Ritterstandes (Eques), der als Centurio in die Legio V Macedonica eintrat (ex equite Romano ordinem accepit in legione V Macedonica). Danach wurde er in die Legio I Italica versetzt und befördert (successione promotus). Mit dieser Legion nahm er an einem Dakerkrieg (bello Dacico) teil und erhielt für seine Leistungen folgende militärische Auszeichnungen: Torques, Armillae, Phalerae und eine Corona vallaris. Im Anschluss wurde er in die Legio I Minervia versetzt und befördert. Mit dieser Legion nahm er ebenfalls an einem Dakerkrieg teil. Er erhielt für seine Leistungen ein weiteres Mal militärische Auszeichnungen (iterum donis donato); wie zuvor waren dies Torques, Armillae, Phalerae und eine Corona vallaris.
Nach dem zweiten Dakerkrieg wurde er in die Legio XX Victrix versetzt und befördert. Während seines Dienstes in dieser Legion wurde er ein weiteres Mal befördert (promotus in legionem eadem). Danach wurde er zunächst in die Legio IX Hispana und zuletzt in die Legio VII Claudia versetzt und befördert. Während seines Dienstes in der Legio VII Claudia wurde er noch ein weiteres Mal versetzt (successit in legione eadem); zuletzt hatte er dort den Rang eines secundus princeps posterior inne.
Vitalis war in der Tribus Galeria eingeschrieben. Er starb im Alter von 41 Jahren (vixit annis XLI).